# Scheps (Patriziergeschlecht)

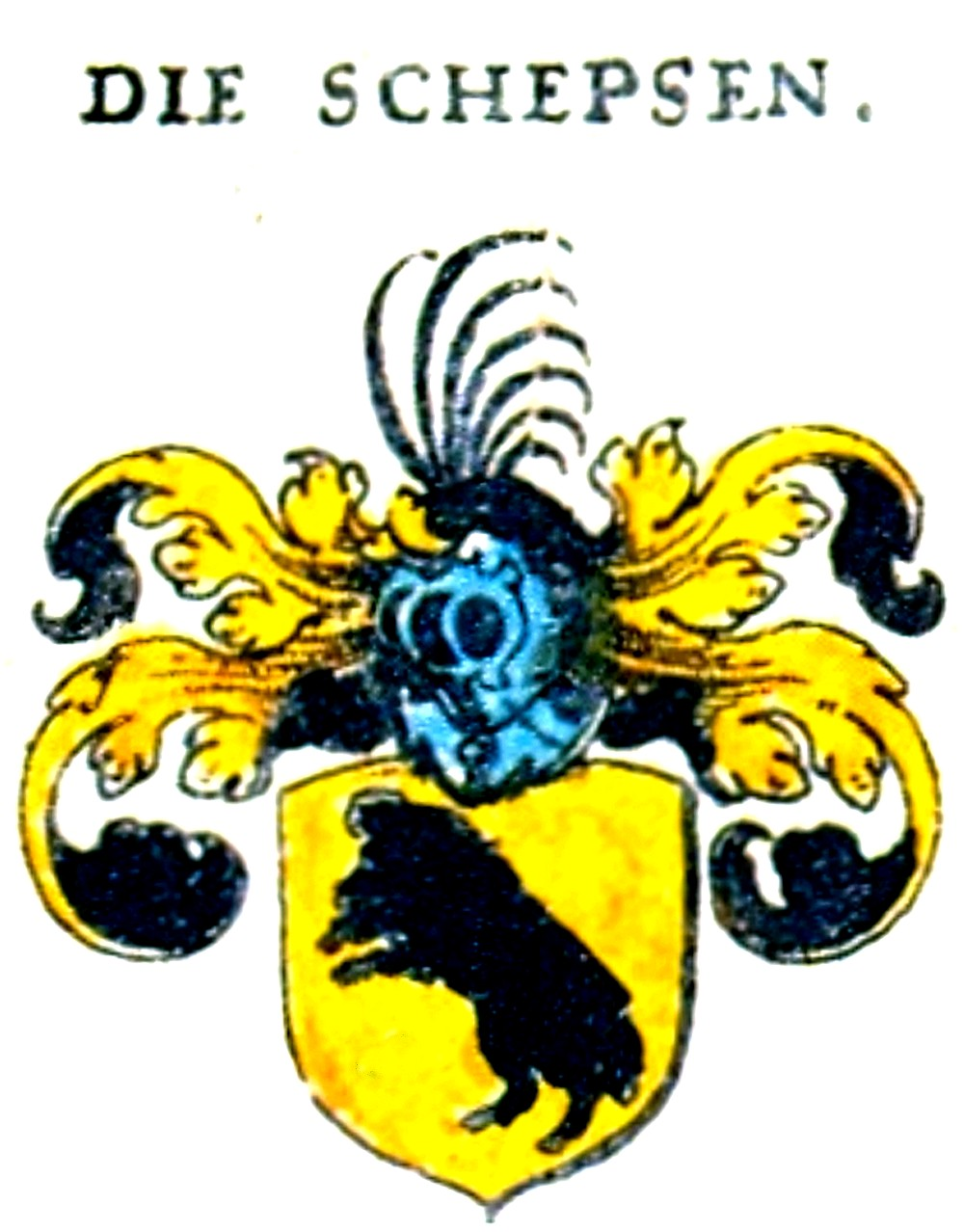
Wappen der Scheps (Schöps) in Johann Siebmachers Wappenbuch von 1605; bei Ritterschaft und Adel in Schlesien

Scheps, auch Schöps bzw. Scheps von Bunzelwitz, war der Name eines Patriziergeschlechts aus Schweidnitz.

## Geschichte
Das Geschlecht beginnt mit Kaspar Scheps, welcher mit Martha Zeidler verheiratet war. Sein gleichnamiger Sohn († 1537) bekleidete in Schweidnitz das Amt des obersten Schöffenmeisters bzw. Bürgermeisters. Aus seiner Ehe mit Catharina Kobersberg († 1570) ging ein Sohn Daniel Scheps († 1609) hervor. Nach einem Medizinstudium in Padua und Bologna kehrte er in seine Heimatstadt zurück, wo man ihn zum Stadtphysikus ernannte. Seine erste Ehefrau Hedwig Thommendorf († 1587) brachte ihm das Gut Bunzelwitz zu. Nach dem Tod seines Schwiegervaters Hieronymus Thommendorf kaufte er die restlichen Anteile an dem Dorf von den zahlreichen Geschwistern seiner Frau, wodurch er zum alleinigen Eigentümer wurde. Als Familienoberhaupt führte er auch die Thommendorf’sche Chronik fort. Auf seinem von seinen Kindern gestifteten Grabmal in der Stadtpfarrkirche Schweidnitz, das ihn als ausgezeichneten Mediziner, Philosoph und Dichter ehrt, steht die Inschrift:

„Danieli Scepsio in Buntzlawitz, Caspari Scepsio Cos. et Katharina Koberg (siet parentibus) orto, patricio, philosopho eximio, poëtae praeclaro, medico clinico, per annos XII patriae hujus suae protophysico fidelissimo), feliciss(imo), Patri liberorum V, duabus ex axoribus, altera Tommendorfia Swidnicensi, altera Heinrichia Lig- nicensi, anno Chr. MDCIX. Octobr. d. XXII. aetatis LXXV et mens(ium) IV animam unico salvatori Stuo) Christo, eorpus terrae communi) mortalium matri commendțanti), beate in domino mortuo, Liberi superstites Joann(es) et Caspar cum Hedwige sorore, debit. patr. opt in gram honorif memoria prosequentes Hoe) Pietat(is) Honotrisque) Monumentum) Posnerunt).“

Der Sohn von Daniel, Johannes Scheps auf Bunzelwitz († 1640) war Herr auf Geyersberg, Haidänichen und Rastelwitz. Das Gut Bunzelwitz erbte schließlich seine Schwester Hedwig Scheps († 1617), welche den praktischen Arzt Friedrich Seyller aus einem Breslauer Patriziergeschlecht heiratete. Am 26. Januar 1691 erhielten die Seyller in Wien den böhmischen Ritterstand. Das Geschlecht der Scheps dürfte noch im 17. Jahrhundert erloschen sein.

## Wappen
Das redende Wappen zeigt einen schwarzen Schöps (Hammel) im goldenen Schild.

„Wappen: In Gold ein nach rechts aufspringender Widder. Kleinod: Sechs nach links gebogene Hahnenfedern Helmdecken: Schwarz-Gold“

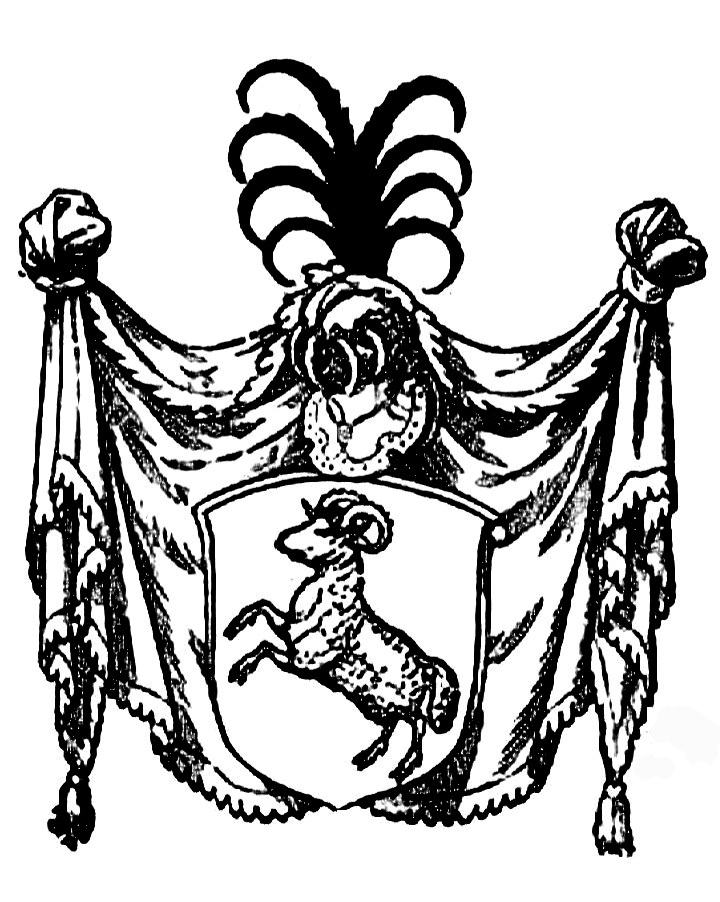
Wappen der Schepsen in: Curieuser Ehrenhold des Schlesischen Adels oder Heraldisches Lexicon, 1578
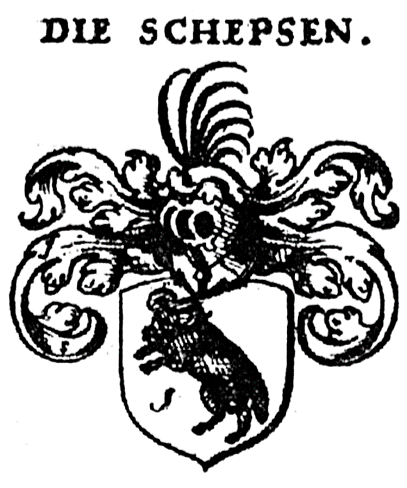
Wappen der Schepsen in Siebmachers Wappenbuch, 1702
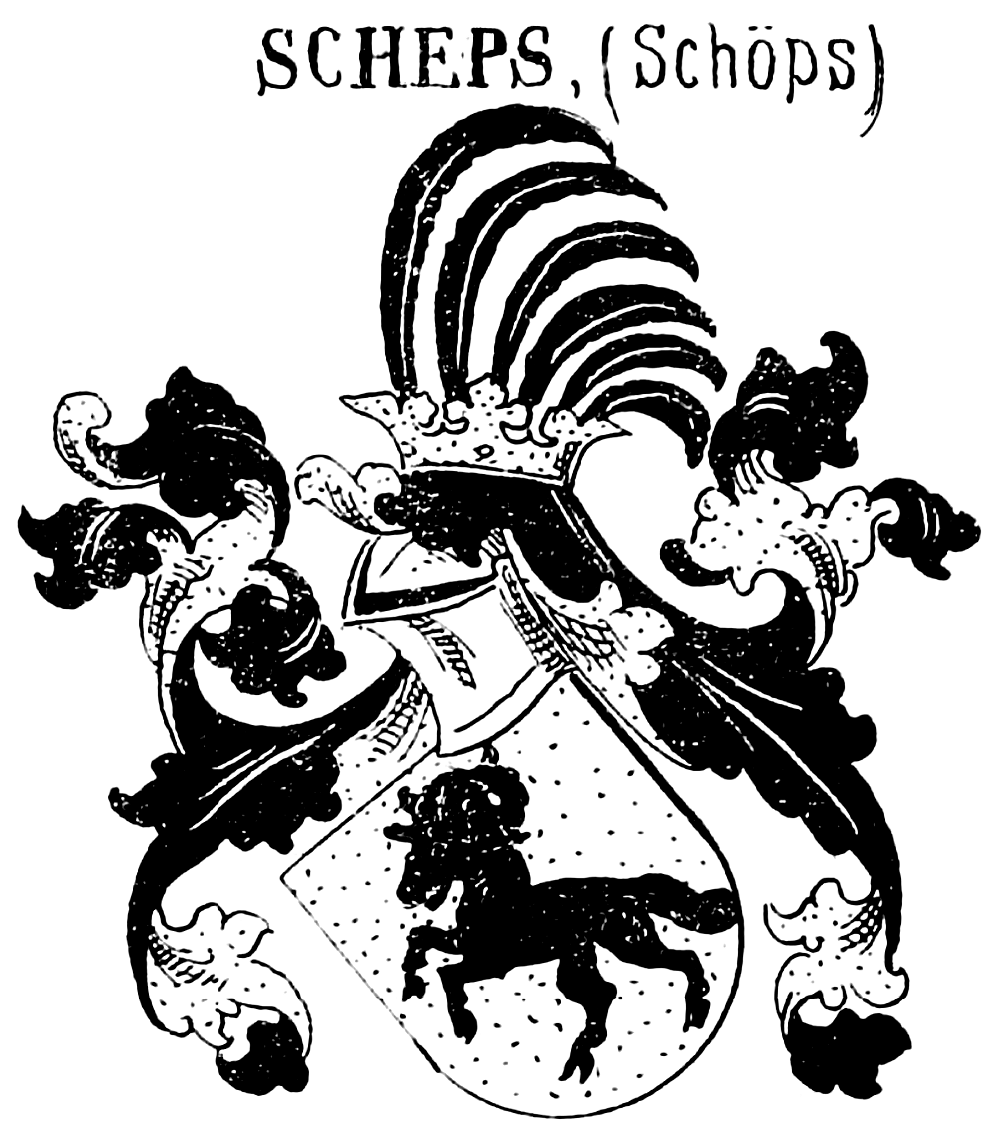
Wappen in Siebmachers Wappenbuch, 1894

## Besitzungen
- Bunzelwitz
- Geyersberg
- Haidänichen
- Rastelwitz

## Genealogie (Auswahl)
- Kaspar Scheps, ⚭ Martha Zeidler
  - Kaspar Scheps († 5. Februar 1537), oberster Schöffenmeister, ⚭ Katharina Kobersberg
    - Daniel Scheps (* 1534; † 22. Oktober 1609), Dr. med, Stadtphysikus, Herr auf Bunzelwitz, ⚭ 1.) Hedwig Thommendorf, ⚭ 2.) Katharina Heinrich
      - Katharina Scheps (* 4. März 1579; † 17. Februar 1604), ⚭ 1599 NN Heinz, Dr. med., Stadtphysikus von Frankenstein
      - Johannes Scheps (Johann Scheps von Bunzelwitz;[4] * 13. Juni 1591; † 14. Oktober 1640), Herr auf Geyersberg, Haidänichen und Rastelwitz, ⚭ Anna Maria von Reichel[5]
      - Hedwig Scheps (* 21. Juni 1593; † 1617), ⚭ Friedrich Seyller, Dr. med., praktischer Arzt in Breslau
        - Daniel von Seyller (* 27. Februar 1615; † 5. Juli 1653), Schöffe, Herr auf Bunzelwitz, ⚭ Barbara Magdalena von Schmitt und Linden († Dezember 1679), Erbin von Protsch, Weida und Lilienthal[6][7]

      - Daniel Scheps (* 25. Juni 1595; † 1. Februar 1596)
      - Kaspar Scheps (* 3. April 1597; † 26. November 1598)